# 猫又

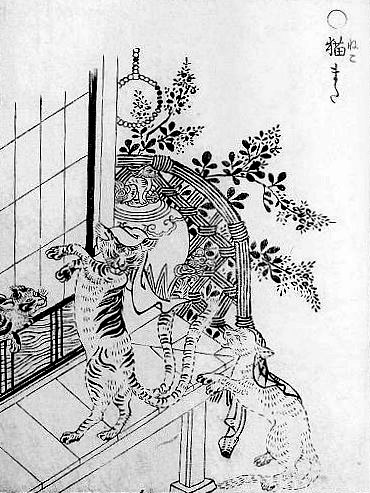
貓又正靠著牠的後腳行走。此圖由鳥山石燕所繪。

貓又（又可寫作貓股），是日本傳說中的妖怪，常見於民間傳說、怪談與雜文。通常分為兩種：生活於山中者與由極老的家貓所變化而成者。

## 概述
一般認為「貓又」這名稱有數種源起：一說為「又」是源於「兩個互為分岔的尾巴」（日文稱之為）；另有一說則是貓隨著年紀增加而變為妖怪，所以使用具有重複、重疊意思的（音同日文「又」）；也有說法指出應該是貓又乃屬山中野獸，能像猴子般的自由來去在樹林間，因此應源自於代表猴子之「爰」（讀）。
由於貓的眼睛與其習性之因素，自古日本便認為貓具有魔性，像是能夠在喪禮上甦醒死者，或是殺了貓會使得自己遭到禍延七代子孫之詛咒，加上民間迷信，可能因此而有了貓又的傳說。
因為同為貓類的妖怪，貓又常會與化猫混淆。此外，由於部分迷信中的貓與死者有關，加上因為貓屬肉食性動物而對腐臭味敏感，所以有「貓與屍體有關」迷信，因而貓又有時會被與專取屍體來做身體使用之妖怪「火車」視為同一種妖怪。

## 分類

### 山中的貓又
貓又在文獻中的記載最早應見於鎌倉時代之文本，在這時期的貓又通常被認為是山中之動物，而非妖怪。根據《徒然草》中有著「深山中有一種稱之為『貓又』的東西，令人畏懼，且會吃人」之記載。同時期由藤原定家所著之《明月記》亦有「貓胯」在一晚內吃了數人之記載。文中描述這個貓胯是「有著貓的眼睛，體型大如狗」，加上亦有提及人們為「貓跨病」所苦，因此被認為文中之貓胯可能不是妖怪，而是得了狂犬病的動物。

### 家貓變成的貓又
在江户时代以後，「家貓年老後會變成貓又」的概念普遍化，並出現了「老家貓會移往山中居住」之說法，因此在民間出現了「貓不可以長年累月養在家」之迷信。根據江戶中葉《安齋隨筆》所記載，「較年長貓的尾巴會變成兩隻，成為妖怪『貓又』」，而同期的學者新井白石認為「老貓會變成『貓又』來迷惑人類」。

## 註記
- 有一說指貓又的來源是來自於中國妖怪中的仙貍。[參⁠ 7]

- 猫、狸和狐等都是日本传说中有着非凡能力的动物。

- 在現實生活中存在著具有兩隻尾巴的貓。[參⁠ 8]

- 中國大陸（九龍地區）有一種稱做雙尾猫妖之妖怪，具有極高的智慧，聽的懂人類的言語，也會說話，还会化为人形（有些能力較弱的可能會有部位還成原形），通常是老婆婆或美麗的女性(也有化男性的，只是較少)，貓又原本只是普通貓魂，經修練而成妖精。

## 文學作品
- 在《南總里見八犬傳》中，曾出現貓又將人殺死並吃掉，便可以幻化成該人外型的故事。
- 中国电子游戏作品《原神》中的角色绮良良的原型就是猫又。